# Sant Gregori de Falset
Sant Gregori de Falset és una ermita del municipi de Falset (Priorat) protegida com a bé cultural d'interès local. Construcció troglodítica bastida en una àmplia balma, està formada per la casa de l'ermità, amb dues portes, i per la mateixa ermita, bastida de maçoneria de gres vermell i reforç de carreus als angles. Majoritàriament és coberta per la roca i un fragment de rajola. Interiorment és disposada en una nau. Exteriorment presenta una portalada adovellada, en arc de mig punt, un petit ull de bou i un campanar d'espadanya en un costat.

## Història
Aquest és un indret ocupat des del Paleolític. Les primeres notícies sobre l'existència d'una ermita sembla que són de finals del segle xvi o inicis del XVII. Al segle xviii s'hi feren reformes, tal com queda reflectit en una inscripció d'un mur lateral, 1721. El 1897 una roca que caigués aixafà una part de la volta i es tancà al culte. Fou completament restaurada el 1928.